# Neoclytus steelei
Neoclytus steelei är en skalbaggsart som beskrevs av Chemsak och Linsley 1978. Neoclytus steelei ingår i släktet Neoclytus och familjen långhorningar. Inga underarter finns listade i Catalogue of Life.